# 弗兰克·德布莱克雷
弗兰克·德布莱克雷（Frank De Bleeckere，1966年7月1日—），比利時足球球證，也是2006年世界杯的球證之一。
德布莱克雷於1984年開始擔任球證，至1998年1月1日正式可執法比利斯最高級別的聯賽，於2001年起成為國際比賽的球證，曾參與過林林總總的球賽的球證，他第一場執法的國際賽是於2001年3月，由塞浦路斯主場對愛爾蘭的2002年世界杯歐洲區外圍賽，同年，迪比基為摩爾多瓦對土耳其的外圍賽作出判決。
2003年，本身為經理的德布莱克雷共執法8場的世青杯球賽，當中包括了阿根廷對哥倫比亞的季軍賽。翌年，德布莱克雷執法了三場欧洲足球锦标赛的分組賽以及兩場的世界杯外圍賽。
2005年，德布莱克雷是世少杯的球證之一，其決賽也是由德布莱克雷所執法，又在歐聯的8強賽作出執法，於2006年，德布莱克雷成為2006年世界杯的球證之一，到目前共執法3場球賽，分別是阿根廷對科特迪瓦、克羅地亞對日本的分組賽與英格蘭對厄瓜多爾的16強淘汰賽，並執法意大利對烏克蘭的8強賽。
德布莱克雷獲選為2008年歐洲足球錦標賽的執法主裁判之一。

## 外部連結
- www.ratetheref.net 裁判評分網站 （页面存档备份，存于）